# Rhinobatos leucorhynchus
Rhinobatos leucorhynchus är en rockeart som beskrevs av Günther 1867. Rhinobatos leucorhynchus ingår i släktet gitarrfiskar, och familjen Rhinobatidae. IUCN kategoriserar arten globalt som nära hotad. Inga underarter finns listade i Catalogue of Life.